# Brachymyrmex micromegas
Brachymyrmex micromegas é uma espécie de inseto do gênero Brachymyrmex, pertencente à família Formicidae.